# Liffe 2013
24. ljubljanski mednarodni filmski festival je potekal med 6. in 17. novembrom 2013, in sicer na naslednjih prizoriščih: Cankarjev dom (Linhartova in Kosovelova dvorana), Kinodvor, Kino Komuna, Slovenska kinoteka, Kino Šiška in Kolosej Maribor.

## Nagrade
| Nagrada                                           | Film                                  | Režiser                           |
| ------------------------------------------------- | ------------------------------------- | --------------------------------- |
| vodomec                                           | Miele                                 | Valeria Golino                    |
| vodomec – posebna omemba                          | Obrana i zaštita (Obramba in zaščita) | Bobo Jelčić                       |
| zmaj                                              | Call Girl (Dekle na poziv)            | Mikael Marcimain                  |
| nagrada za najboljši kratki film                  | Terarij                               | Hana Jušić                        |
| nagrada za najboljši kratki film – posebna omemba | Prematur (Prenagljen)                 | Gunhild Enger                     |
| FIPRESCI                                          | Salvo                                 | Fabio Grassadonia, Antonio Piazza |

Vodomec je nagrada režiserju najboljšega filma iz sklopa Perspektive po izboru mednarodne tričlanske žirije. Zmaj je nagrada občinstva najbolje ocenjenemu filmu, ki še ni odkupljen za Slovenijo. Nagrado FIPRESCI podarja mednarodna žirija svetovnega združenja filmskih kritikov in novinarjev.

## Filmi

### Perspektive
| #   | Film                                                    | Slovenski prevod       | Režiser                           | Država                           | Leto | Dolžina | Jezik       |
| --- | ------------------------------------------------------- | ---------------------- | --------------------------------- | -------------------------------- | ---- | ------- | ----------- |
| 1.  | Call Girl                                               | Dekle na poziv         | Mikael Marcimain                  | Švedska, Norveška, Finska, Irska | 2012 | 140'    | šved./angl. |
| 2.  | Miele                                                   | −                      | Valeria Golino                    | Francija, Italija                | 2013 | 96'     | it.         |
| 3.  | Major (The Major)                                       | Načelnik               | Jurij Bikov                       | Rusija                           | 2013 | 99'     | ruš.        |
| 4.  | Das merkwürdige Kätzchen (Strange Little Cat)           | Nenavadna muca         | Ramon Zürcher                     | Nemčija                          | 2013 | 72'     | nem.        |
| 5.  | Obrana i zaštita (A Stanger)                            | Obramba in zaščita     | Bobo Jelčić                       | Hrvaška, BiH                     | 2013 | 87'     | hrv./bos.   |
| 6.  | Gözetleme Kulesi (Watchtower)                           | Razgledni stolp        | Pelin Esmer                       | Turčija, Francija, Nemčija       | 2012 | 100'    | tur.        |
| 7.  | Salvo                                                   | −                      | Fabio Grassadonia, Antonio Piazza | Italija, Francija                | 2013 | 103'    | it.         |
| 8.  | Forever Not Alone                                       | Za vedno neosamljene   | Monja Art, Caroline Bobek         | Avstrija                         | 2013 | 74'     | nem.        |
| 9.  | El ultimo Elvis (The Last Elvis)                        | Zadnji Elvis           | Armando Bo                        | Argentina                        | 2012 | 91'     | špan./angl. |
| 10. | Zoran, il mio nipote scemo (Zoran, my nephew the idiot) | Zoran, moj nečak idiot | Matteo Oleotto                    | Italija, Slovenija               | 2013 | 106'    | it./slov.   |

### Predpremiere
| #   | Film                                                                       | Slovenski prevod                    | Režiser                | Država                               | Leto | Dolžina | Jezik       |
| --- | -------------------------------------------------------------------------- | ----------------------------------- | ---------------------- | ------------------------------------ | ---- | ------- | ----------- |
| 1.  | La vie d'Adele (Blue Is the Warmest Colour)                                | Adelino življenje                   | Abdellatif Kechiche    | Francija, Belgija                    | 2013 | 175'    | fr.         |
| 2.  | Epizoda u životu berača željeza (An Episode in the Life of an Iron Picker) | Epizoda v življenju zbiralca železa | Danis Tanović          | BiH, Francija, Slovenija, Italija    | 2013 | 75'     | bos./romšč. |
| 3.  | Un Chateau en Italie (A Castle in Italy)                                   | Grad v Italiji                      | Valeria Bruni Tedeschi | Francija                             | 2013 | 104'    | fr./angl.   |
| 4.  | Soshite chichi ni naru (Like Father, Like Son)                             | Kakršen oče, takšen sin             | Hirokazu Kore-eda      | Japonska                             | 2013 | 120'    | jap.        |
| 5.  | Inside Llewyn Davis                                                        | Llewyn Davis                        | Ethan in Joel Coen     | ZDA, Francija                        | 2013 | 105'    | angl.       |
| 6.  | Jeune & Jolie (Young & Beautiful)                                          | Mlada in lepa                       | François Ozon          | Francija                             | 2013 | 94'     | fr.         |
| 7.  | A perdre la raison (Our Children)                                          | Najini otroci                       | Joachim Lafosse        | Belgija, Luksemburg, Francija, Švica | 2012 | 111'    | fr./arab.   |
| 8.  | Nebraska                                                                   | −                                   | Alexander Payne        | ZDA                                  | 2013 | 115'    | angl.       |
| 9.  | The Zero Theorem                                                           | Ničelni teorem                      | Terry Gilliam          | VB, ZDA, Romunija                    | 2013 | 107'    | angl.       |
| 10. | Dabba (Lunchbox)                                                           | Okus po ljubezni                    | Ritesh Batra           | Indija, Francija, Nemčija, ZDA       | 2013 | 104'    | hind./angl. |
| 11. | Philomena                                                                  | −                                   | Stephen Frears         | VB, Francija, ZDA                    | 2013 | 94'     | angl.       |
| 12. | Le passé (The Past)                                                        | Preteklost                          | Asghar Farhadi         | Francija, Italija                    | 2013 | 130'    | fr./perz.   |
| 13. | The Immigrant                                                              | Priseljenka                         | James Gray             | ZDA, Francija                        | 2013 | 120'    | angl./polj. |
| 14. | Sacro GRA (Holy GRA)                                                       | Sveta obvoznica                     | Gianfranco Rosi        | Italija, Francija                    | 2013 | 93'     | it.         |
| 15. | Camille Claudel 1915                                                       | −                                   | Bruno Dumont           | Francija                             | 2013 | 95'     | fr.         |
| 16. | Filth                                                                      | Svinjarija                          | Jon S. Baird           | VB                                   | 2013 | 97'     | angl.       |
| 17. | Only Lovers Left Alive                                                     | Večna ljubimca                      | Jim Jarmusch           | VB, Nemčija, Francija, Ciper, ZDA    | 2013 | 123'    | angl.       |
| 18. | Yi dai zong shi (The Grandmaster)                                          | Veliki mojster                      | Wong Kar-wai           | Hongkong, Kitajska, ZDA              | 2013 | 123'    | kit.        |

### Kralji in kraljice
| #   | Film                                                           | Slovenski prevod                 | Režiser                        | Država                            | Leto | Dolžina | Jezik             |
| --- | -------------------------------------------------------------- | -------------------------------- | ------------------------------ | --------------------------------- | ---- | ------- | ----------------- |
| 1.  | Frances Ha                                                     | −                                | Noah Baumbach                  | ZDA                               | 2012 | 86'     | angl.             |
| 2.  | Ginger & Rosa                                                  | Ginger in Rosa                   | Sally Potter                   | VB, Danska, Kanada                | 2012 | 86'     | angl.             |
| 3.  | Goltzius and the Pelican Company                               | Goltzius in Pelikanova druščina  | Peter Greenaway                | Nizozemska, Francija, VB, Hrvaška | 2012 | 128'    | angl./niz./fr.    |
| 4.  | Ja tože hoču (Me Too)                                          | Jaz bi tudi                      | Aleksej Balabanov              | Rusija                            | 2012 | 83'     | ruš.              |
| 5.  | Walesa. Czlowiek z nadziei (Walesa. Man of Hope)               | Lech Walesa, človek upanja       | Andrzej Wajda                  | Poljska                           | 2013 | 127'    | polj./it.         |
| 6.  | La Grande bellezza (The Great Beauty)                          | Neskončna lepota                 | Paolo Sorrentino               | Italija, Francija                 | 2013 | 142'    | it./špan.         |
| 7.  | L'Inconnu du lac (Stranger by the Lake)                        | Neznanec z jezera                | Alain Guiraudie                | Francija                          | 2013 | 97'     | fr.               |
| 8.  | Paradies: Hoffnung (Paradise: Hope)                            | Paradiž: Upanje                  | Ulrich Seidl                   | Avstrija, Nemčija, Francija       | 2013 | 100'    | nem.              |
| 9.  | Paradies: Glaube (Paradise: Faith)                             | Paradiž: Vera                    | Ulrich Seidl                   | Avstrija, Nemčija, Francija       | 2012 | 115'    | nem.              |
| 10. | Spring Breakers                                                | Spomladanske žurerke             | Harmony Korine                 | ZDA                               | 2012 | 94'     | angl.             |
| 11. | Vic + Flo ont vu un ours (Vic + Flo Saw A bear)                | Vic in Flo sta zagledali medveda | Denis Côté                     | Kanada                            | 2013 | 90'     | fr.               |
| 12. | Boven is het stil (It's All so Quiet)                          | Vse je mirno                     | Nanouk Leopold                 | Nizozemska, Nemčija               | 2013 | 94'     | niz.              |
| 13. | Final Cut: Hölgyeim és uraim (Final Cut: Ladies and Gentlemen) | Zadnji rez: Dame in gospodje     | György Pálfi                   | Madžarska                         | 2012 | 85'     | angl./fr./it. ... |
| 14. | Pardé (Closed Curtain)                                         | Zagrnjena zavesa                 | Jafar Panahi, Kambuzia Partovi | Iran                              | 2013 | 106'    | perz.             |
| 15. | Gold                                                           | Zlato                            | Thomas Arslan                  | Nemčija, Kanada                   | 2013 | 113'    | nem./angl.        |
| 16. | The Look of Love                                               | Obraz ljubezni                   | Michael Winterbottom           | VB, ZDA                           | 2013 | 101'    | angl.             |

1. ↑  Film presenečenja.

### Panorama svetovnega filma
| #   | Film                                                                               | Slovenski prevod                   | Režiser                                | Država                                        | Leto | Dolžina | Jezik            |
| --- | ---------------------------------------------------------------------------------- | ---------------------------------- | -------------------------------------- | --------------------------------------------- | ---- | ------- | ---------------- |
| 1.  | Araf (Araf − Somewhere in Between)                                                 | Araf − Med dvema moškima           | Yesim Ustaoglu                         | Turčija, Francija, Nemčija                    | 2012 | 124'    | tur.             |
| 2.  | Big Sur                                                                            | −                                  | Michael Polish                         | ZDA                                           | 2013 | 100'    | angl.            |
| 3.  | Borgman                                                                            | −                                  | Alex van Warmerdam                     | Nizozemska                                    | 2013 | 113'    | niz.             |
| 4.  | Gloria                                                                             | −                                  | Sebastián Lelio                        | Čile, Španija                                 | 2012 | 105'    | špan.            |
| 5.  | Lose Your Head                                                                     | Izgubiti razum                     | Stefan Westerwelle, Patrick Schuckmann | Nemčija                                       | 2013 | 107'    | nem./angl.       |
| 6.  | Krugovi (Circles)                                                                  | Krogi                              | Srđan Golubović                        | Srbija, Nemčija, Francija, Slovenija, Hrvaška | 2013 | 112'    | srbohrv./nem.    |
| 7.  | Leviathan                                                                          | Leviatan                           | Lucien Castaing-Taylor, Verena Paravel | ZDA, Francija, VB                             | 2012 | 87'     | −                |
| 8.  | The Love Songs of Tiedan                                                           | Ljubezenske pesmi                  | Hao Jie                                | Kitajska                                      | 2012 | 91'     | kit.             |
| 9.  | Mama Evropa (Mother Europe)                                                        | −                                  | Petra Seliškar                         | Slovenija, Makedonija, Hrvaška                | 2013 | 90'     | slov.            |
| 10. | Era Uma Vez Eu, Verônica (Once Upon a Time Was I, Veronica)                        | Nekoč sem bila jaz, Veronika       | Marcelo Gomes                          | Brazilija, Francija                           | 2012 | 109'    | port.            |
| 11. | Pozitia copilului (Child's Pose)                                                   | Položaj otroka                     | Calin Peter Netzer                     | Romunija                                      | 2013 | 112'    | rom.             |
| 12. | Blancanieves (Snow White)                                                          | Sneguljčica                        | Pablo Berger                           | Španija, Francija, Belgija                    | 2012 | 104'    | špan.            |
| 13. | The Act of Killing                                                                 | Teater ubijanja                    | Joshua Oppenheimer, Christine Cynn     | Danska, VB, Norveška, Švedska, Finska         | 2012 | 120'    | indon./angl.     |
| 14. | Uroki garmonii (Harmony Lessons)                                                   | Učne ure harmonije                 | Emir Baigazin                          | Kazahstan, Nemčija, Francija                  | 2013 | 115'    | kazah./rus.      |
| 15. | Kapringen (A Hijacking)                                                            | Ugrabitev                          | Tobias Lindholm                        | Danska                                        | 2012 | 103'    | dan./šved./angl. |
| 16. | Grzeli nateli dgeebi (In Bloom)                                                    | V razcvetu                         | Nana Ekvtimishvili, Simon Gross        | Nemčija, Gruzija, Francija                    | 2013 | 102'    | gruz.            |
| 17. | I aionia epistrofi tou Antoni Paraskeva (The Eternal Return of Antonis Paraskevas) | Večna vrnitev Antonisa Paraskevasa | Elina Pyskou                           | Grčija, Češka                                 | 2013 | 89'     | gr.              |
| 18. | Wakolda                                                                            | −                                  | Lucía Puenzo                           | Španija, Argentina, Francija, Norveška        | 2013 | 93'     | špan./hebr./nem. |

### Ekstravaganca
| #  | Film                           | Slovenski prevod           | Režiser                                        | Država                      | Leto | Dolžina | Jezik |
| -- | ------------------------------ | -------------------------- | ---------------------------------------------- | --------------------------- | ---- | ------- | ----- |
| 1. | This is the End                | Konec je tu                | Evan Goldberg, Seth Rogen                      | ZDA                         | 2013 | 106'    | angl. |
| 2. | Upstream Color                 | Laboratorij groze          | Shane Carruth                                  | ZDA                         | 2013 | 96'     | angl. |
| 3. | Wara no tate (Shield of Straw) | Slamnati ščit              | Takashi Miike                                  | Japonska                    | 2013 | 124'    | jap.  |
| 4. | Comrade Kim Goes Flying        | Tovarišica Kim leti v nebo | Kim Gwang-Hun, Anja Daelemans, Nicholas Bonner | Severna Koreja, Belgija, VB | 2012 | 81'     | kor.  |
| 5. | Sightseers                     | Turista                    | Ben Wheatley                                   | VB                          | 2012 | 89'     | angl. |
| 6. | In Fear                        | V strahu                   | Jeremy Lovering                                | VB                          | 2013 | 85'     | angl. |

### Kinobalon
| #  | Film                                                              | Slovenski prevod                       | Režiser                  | Država                                 | Leto | Dolžina | Jezik |
| -- | ----------------------------------------------------------------- | -------------------------------------- | ------------------------ | -------------------------------------- | ---- | ------- | ----- |
| 1. | Eskil och Trinidad (Eskil & Trinidad)                             | Eskil in Trinidad                      | Stephan Apelgren         | Švedska                                | 2013 | 98'     | šved. |
| 2. | Karsten og Petra blir bestevenner (Casper & Petra − Best Friends) | Gašper in Petra − najboljša prijatelja | Arne Lindtner Naess      | Norveška                               | 2013 | 74'     | nor.  |
| 3. | Le Jour des Corneilles (The Day of the Crows)                     | Ko letijo vrane                        | Jean-Christophe Dessaint | Francija, Belgija, Luksemburg, Kanada  | 2012 | 95'     | fr.   |
| 4. | Couleur de peau: Miel (Approved for Adoption)                     | Medena koža                            | Jung, Laurent Boileau    | Belgija, Francija, Južna Koreja, Švica | 2012 | 75'     | fr.   |
| 5. | Tom le cancre (Tom the Truant)                                    | Potepuh Tomaž                          | Manuel Pradal            | Francija                               | 2012 | 89'     | niz.  |
| 6. | Wadjda (The Green Bike)                                           | Zeleno kolo                            | Haifaa Al-Mansour        | Savdska Arabija, Nemčija               | 2012 | 97'     | arab. |

### Fokus: Novi avstrijski film
| #  | Film                               | Slovenski prevod          | Režiser                    | Država              | Leto | Dolžina | Jezik    |
| -- | ---------------------------------- | ------------------------- | -------------------------- | ------------------- | ---- | ------- | -------- |
| 1. | Der Glanz des Tages (Shine of Day) | Lesk dneva                | Tizza Covi, Rainer Frimmel | Avstrija            | 2012 | 90'     | nem.     |
| 2. | Shirley: Visions of Reality        | Shirley: Vizije realnosti | Gustav Deutsch             | Avstrija            | 2013 | 92'     | angl.    |
| 3. | Die Wand (The Wall)                | Stena                     | Julian Pölsler             | Avstrija, Nemčija   | 2012 | 108'    | nem.     |
| 4. | Spanien (Spain)                    | Španija                   | Anja Salomonowitz          | Avstrija, Bolgarija | 2012 | 102'    | nem.     |
| 5. | Soldate Jeannette (Soldier Jane)   | Vojakinja Jeannette       | Daniel Hoesl               | Avstrija            | 2013 | 104'    | nem./fr. |

### Posvečeno:Lordan Zafranović
| #   | Film                                                            | Slovenski prevod                 | Država               | Leto | Dolžina | Jezik        |
| --- | --------------------------------------------------------------- | -------------------------------- | -------------------- | ---- | ------- | ------------ |
| 1.  | Diary                                                           | Dnevnik                          | Jugoslavija, Hrvaška | 1964 | 15'     | hrv.         |
| 2.  | Concerto                                                        | Koncert                          | Jugoslavija, Hrvaška | 1965 | 12'     | hrv.         |
| 3.  | Poslije podne (puška) (Afternoon (Rifle))                       | Popoldan (Puška)                 | Jugoslavija, Hrvaška | 1967 | 14'     | hrv.         |
| 4.  | Ljudi (u prolazu) (Man in the Passage)                          | Ljudje (v prehodu)               | Jugoslavija, Hrvaška | 1967 | 10'     | hrv.         |
| 5.  | San (De natura sonoris) (Dream)                                 | Sen                              | Jugoslavija, Hrvaška | 1974 | 14'     | hrv.         |
| 6.  | Simfonija nebeskog grada (The Symphony of a Heavenly City)      | Simfonija nebeškega mesta        | Srbija in Črna gora  | 2004 | 59'     | hrv.         |
| 7.  | Nedjelja 2 (Sunday 2)                                           | Nedelja 2                        | Jugoslavija, Hrvaška | 1969 | 94'     | srbohrv.     |
| 8.  | Kronika jednog zločina (Chronicle of a Crime)                   | Kronika nekega zločina           | Jugoslavija, Hrvaška | 1973 | 100'    | srbohrv.     |
| 9.  | Muke po Mati (Passion According to Matthew)                     | Muke po Mateju                   | Jugoslavija, Hrvaška | 1975 | 91'     | srbohrv.     |
| 10. | Okupacija u 26 slika (Occupation in 26 Acts)                    | Okupacija v 26 slikah            | Jugoslavija, Hrvaška | 1978 | 116'    | srbohrv.     |
| 11. | Pad Italije (The Fall of Italy)                                 | Padec Italije                    | Jugoslavija, Hrvaška | 1981 | 114'    | srbohrv./it. |
| 12. | Večernja zvona (Evening Bells)                                  | Večerni zvonovi                  | Jugoslavija, Hrvaška | 1986 | 120'    | srbohrv.     |
| 13. | Zalazak stoljeća − Testament L. Z. (The Decline of the Century) | Zaton stoletja − Testament L. Z. | Hrvaška              | 1994 | 201'    | srbohrv.     |

### Retrospektiva: Mladi in drzni
| #   | Film                                                           | Slovenski prevod            | Režiser           | Država        | Leto | Dolžina | Jezik    |
| --- | -------------------------------------------------------------- | --------------------------- | ----------------- | ------------- | ---- | ------- | -------- |
| 1.  | The Wild One                                                   | Divjak                      | Laslo Benedek     | ZDA           | 1953 | 79'     | angl.    |
| 2.  | Nacionalna klasa (do 785 ccm) (National Class (Up to 785 ccm)) | Državni razred (do 785 ccm) | Goran Marković    | Jugoslavija   | 1978 | 105'    | srbohrv. |
| 3.  | Sedmikrasky (Daisies)                                          | Marjetice                   | Vera Chytilová    | Českoslovaška | 1966 | 74'     | češ.     |
| 4.  | Nočni izlet (Night Trip)                                       | −                           | Mirko Grobler     | Jugoslavija   | 1961 | 91'     | slov.    |
| 5.  | Gun Crazy                                                      | Nor na orožje               | Joseph H. Lewis   | ZDA           | 1949 | 86'     | angl.    |
| 6.  | Rysopis (Identification Marks: None)                           | Posebna znamenja: nobeno    | Jerzy Skolimowski | Poljska       | 1965 | 73'     | polj.    |
| 7.  | The Damned                                                     | Prekleti                    | Joseph Losey      | VB            | 1963 | 96'     | angl.    |
| 8.  | Les années lycée: Petites (Little Girls)                       | Punce                       | Noémie Lvovsky    | Francija      | 1997 | 90'     | fr.      |
| 9.  | Jag är nyfiken: en film i gult (I am Curious: Yellow)          | Radovedna sem: Rumeno       | Vilgot Sjöman     | Švedska       | 1967 | 121'    | šved.    |
| 10. | Rebel Without a Cause                                          | Upornik brez razloga        | Nicholas Ray      | ZDA           | 1955 | 111'    | angl.    |
| 11. | Dazed and Confused                                             | Zadeti in zmedeni           | Richard Linklater | ZDA           | 1993 | 102'    | angl.    |

### Evropa na kratko: Tekmovalni program kratkih filmov
| #   | Sklop | Film                                                   | Slovenski prevod        | Režiser                               | Država                     | Leto | Dolžina |
| --- | ----- | ------------------------------------------------------ | ----------------------- | ------------------------------------- | -------------------------- | ---- | ------- |
| 1.  | I     | Häivähdys elämää (Gates of Life)                       | Vrata življenja         | Hannes Vartiainen, Pekka Veikkolainen | Finska                     | 2012 | 6'      |
| 2.  | I     | Sevilla                                                | −                       | Bram Schouw                           | Nizozemska                 | 2012 | 11'     |
| 3.  | I     | Peau de chien (Dog Skin)                               | Pasja koža              | Nicolas Jacquet                       | Francija                   | 2012 | 12'     |
| 4.  | I     | Rojaus beieškant (Paradise Road)                       | Cesta v paradiž         | Tomas Smulkis                         | Litva, Švedska             | 2012 | 20'     |
| 5.  | I     | Flytopia                                               | Letopija                | Saul Freed, Karni Arieli              | VB, Madžarska              | 2012 | 20'     |
| 6.  | I     | La résurrection des natures mortes (Living Still Life) | Oživljanje mrtve narave | Bertrand Mandico                      | Francija, Nemčija, Belgija | 2012 | 15'     |
| 7.  | II    | Traumfrau (Dream Girl)                                 | Sanjsko dekle           | Oliver Schwarz                        | Švica                      | 2012 | 19'     |
| 8.  | II    | Lisbonne mélodie (Lisboa Orchestra)                    | Lizbonska melodija      | Guillaume Delaperrière                | Francija                   | 2012 | 12'     |
| 9.  | II    | Dieci cadute (Ten Falls)                               | Deset padcev            | Nicola Console                        | Italija                    | 2012 | 18'     |
| 10. | II    | 45 Degrees                                             | 45 stopinj Celzija      | Georgis Grigorakis                    | Grčija                     | 2012 | 14'     |
| 11. | II    | Terarij (Terrarium)                                    | Terarij                 | Hana Jušić                            | Hrvaška                    | 2012 | 25'     |
| 12. | III   | Boles                                                  | −                       | Špela Čadež                           | Slovenija, Nemčija         | 2013 | 12'     |
| 13. | III   | Swieto Zmarlych (All Souls' Day)                       | Dan mrtvih              | Aleksandra Terpinska                  | Poljska                    | 2012 | 18'     |
| 14. | III   | Miniyamba                                              | −                       | Luc Perez                             | Danska, Francija           | 2012 | 14'     |
| 15. | III   | Prematur (Premature)                                   | Prenagljen              | Gunhild Enger                         | Norveška                   | 2012 | 17'     |
| 16. | III   | Chiens (Dogs)                                          | Psi                     | Caroline Poggi                        | Francija                   | 2012 | 24'     |

### Kino-integral: Mladi in drzni
| #  | Film                          | Slovenski prevod                      | Režiser        | Država   | Leto      | Dolžina |
| -- | ----------------------------- | ------------------------------------- | -------------- | -------- | --------- | ------- |
| 1. | Williamsburg, Brooklyn        | −                                     | Jonas Mekas    | ZDA      | 1950−2003 | 15'     |
| 2. | The Smell of Burning Ants     | Vonj po zažganih mravljah             | Jay Rosenblatt | ZDA      | 1994      | 21'     |
| 3. | Alone. Life Wastes Andy Hardy | Sam. Življenje zapravi Andyja Hardyja | Martin Arnold  | Avstrija | 1997–98   | 14'     |
| 4. | Sodom                         | Sodoma                                | Luther Price   | ZDA      | 1989      | 13'     |